# Anna Zack Einarsson
Anna Zack Einarsson – szwedzka brydżystka.

## Wyniki brydżowe

### Zawody europejskie
W europejskich zawodach zdobyła następujące lokaty:
| Zawody europejskie. Konkurencja teamów | Zawody europejskie. Konkurencja teamów | Zawody europejskie. Konkurencja teamów | Zawody europejskie. Konkurencja teamów | Zawody europejskie. Konkurencja teamów | Zawody europejskie. Konkurencja teamów |
| Rok                                    | Miejsce                                | Zawody                                 | Kategoria                              | Drużyna                                | Pozycja                                |
| -------------------------------------- | -------------------------------------- | -------------------------------------- | -------------------------------------- | -------------------------------------- | -------------------------------------- |
| 2013                                   | Ostenda                                | 6. Otwarte Mistrzostwa Europy          | Open                                   | Anna                                   | 84                                     |
| 2013                                   | Ostenda                                | 6. Otwarte Mistrzostwa Europy          | Miksty                                 | Anna                                   | 13                                     |

| Zawody europejskie. Konkurencja par | Zawody europejskie. Konkurencja par | Zawody europejskie. Konkurencja par | Zawody europejskie. Konkurencja par | Zawody europejskie. Konkurencja par | Zawody europejskie. Konkurencja par |
| Rok                                 | Miejsce                             | Zawody                              | Kategoria                           | Partner                             | Pozycja                             |
| ----------------------------------- | ----------------------------------- | ----------------------------------- | ----------------------------------- | ----------------------------------- | ----------------------------------- |
| 2013                                | Ostenda                             | 6. Otwarte Mistrzostwa Europy       | Miksty                              | Bengt-Erik Efraimsson               | 158                                 |
| 2013                                | Ostenda                             | 6. Otwarte Mistrzostwa Europy       | Open                                | Bengt-Erik Efraimsson               | 188                                 |
| 2011                                | Poznań                              | 5. Otwarte Mistrzostwa Europy       | Miksty                              | Bengt-Erik Efraimsson               | 2                                   |
| 1995                                | Rzym                                | 8. Mistrzostwa Europy Par           | Open                                | Bengt-Erik Efraimsson               | 183                                 |

## Klasyfikacja
- Anna Zack Einarsson – klasyfikacja WBF (ang.)
- Anna Zack Einarsson – klasyfikacja EBL (ang.)
- - Efraimsson – klasyfikacja WBF (ang.)
- - Efraimsson – klasyfikacja EBL (ang.)